# 法國數學學會

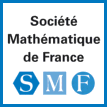
法國數學學會標誌

法國數學學會（Société Mathématique de France，簡稱SMF）創立於西元1872年，是世界上最早的數學組織之一。依據法國1901年團體組織法（Association loi de 1901），它被承認為公益團體。其目的為「純粹與應用數學的發展與傳播」。

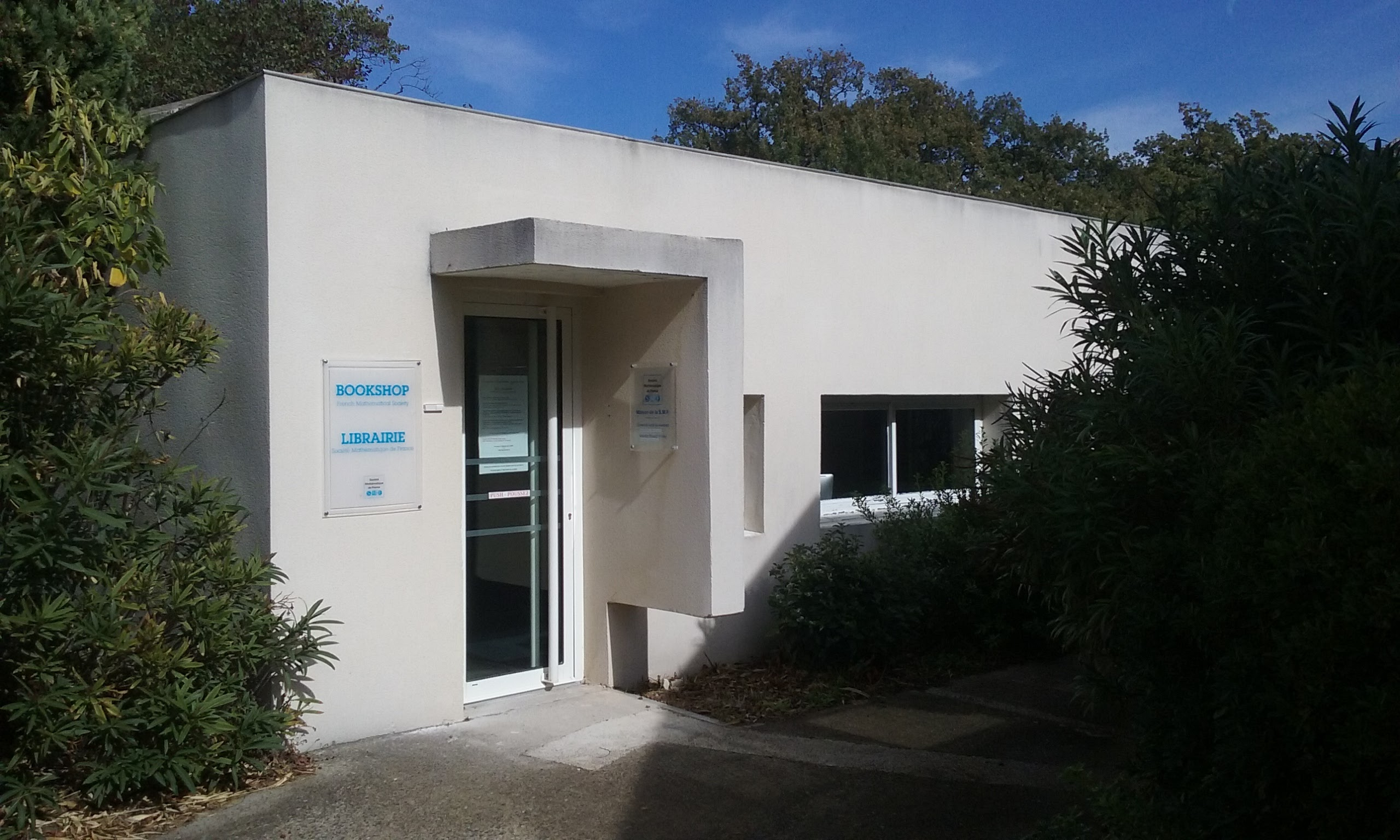
法国马赛Luminy的Maison de la SMF。

## 外部連結
- 官方網站 （页面存档备份，存于）